# 格倫瓦爾高地 (佛羅里達州)
格倫瓦爾高地（英語：Glenvar Heights）是位於美國佛羅里達州邁阿密-戴德縣的一個人口普查指定地區。

## 地理
格倫瓦爾高地的座標為25°42′41″N 80°18′49″W / 25.71139°N 80.31361°W，而該地最高點為海拔高度4米（即13英尺）。

## 人口
根據2010年美國人口普查的數據，格倫瓦爾高地的面積為11.40平方千米，當中陸地面積為10.90平方千米，而水域面積為0.50平方千米。當地共有人口16243人，而人口密度為每平方千米1,424人。